# Wilhelm von Bourges
Wilhelm von Bourges (auch Wilhelm von Donjeon, frz. Guillaume de Bourges, Guillaume du Donjon und Guillaume Berruyer, lat. Guilelmus Bituricensis, * um 1150 in Arthel (Département Nièvre); † 10. Januar 1209 in Bourges) war ein französischer Prälat und von 1200 bis zu seinem Tod Erzbischof von Bourges. Zuvor war er Kanoniker in Soissons und Notre-Dame de Paris, trat in den Orden von Grandmont ein und wechselte einige Zeit später zu den Zisterziensern.

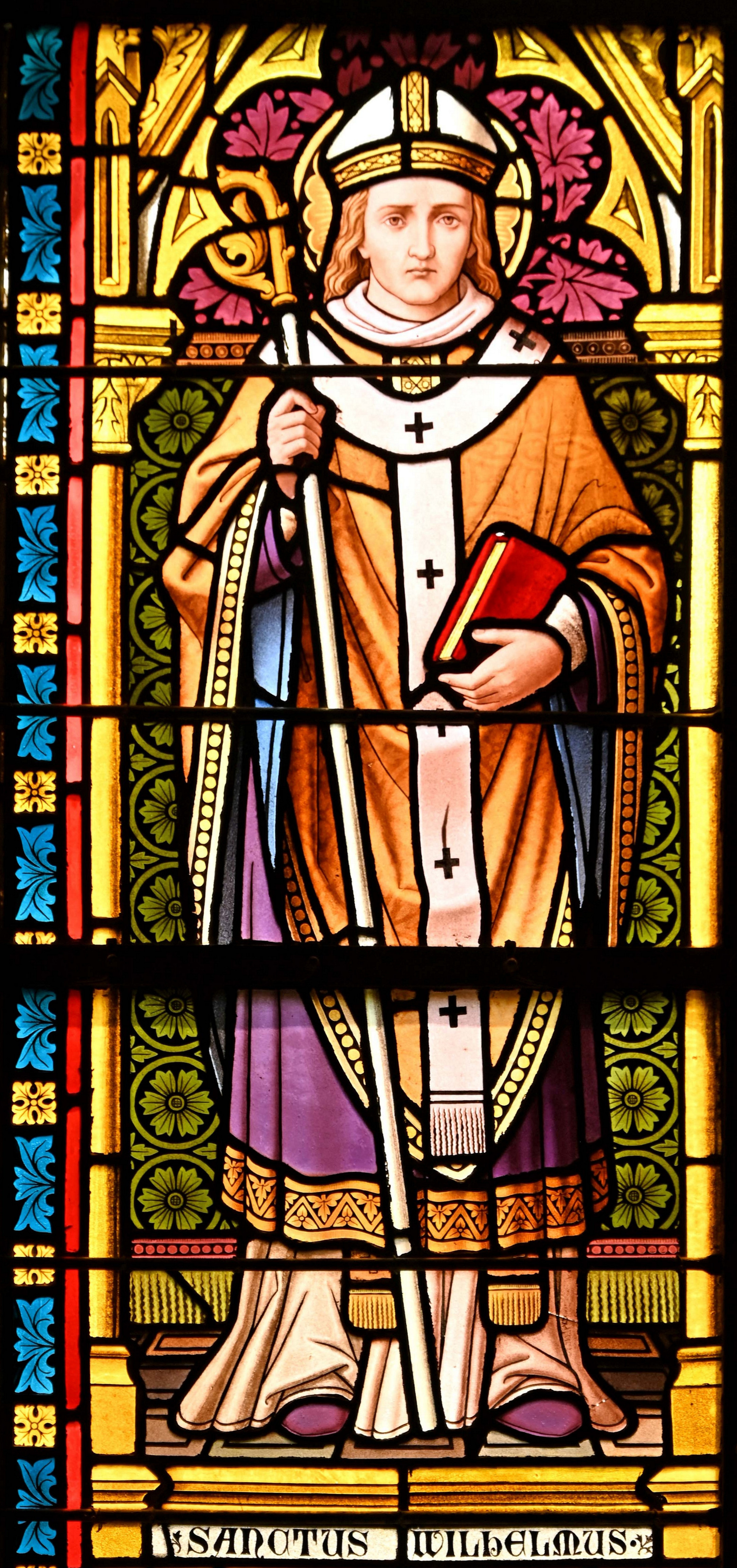
St. Wilhelm, Fenster (Galhausen)

Er wurde am 17. Mai 1218 von Papst Honorius III. heiliggesprochen. Er gilt als Patron der Büchsenmacher und der Universität von Paris. Sein Gedenktag ist der 10. Januar.

## Leben
Wilhelm von Donjeon wurde um 1150 auf der Burg Arthel in die Familie der Grafen von Nevers geboren. Er war mit der Familie Courtenay verwandt, Mathilde von Courtenay war seine Nichte.
Er wurde in Soissons unter Aufsicht seines Onkels mütterlicherseits Pierre erzogen, der dort Archidiakon war, und dort sowie später in Paris Kanoniker. Er beschloss, sich in ein Kloster zurückzuziehen und trat in den Orden von Grandmont ein. Um 1180 wechselte er zu den Zisterziensern. Er wurde Prior von Pontigny, dann Abt von Fontaine-Saint-Jean (Bistum Soissons) und Chaalis (Bistum Senlis).
Im Jahr 1200, nach dem Tod von Henri de Sully, Erzbischof von Bourges († 11. September 1199), baten die Kanoniker von Bourges, die sich nicht auf einen Nachfolger einigen konnten, Eudes de Sully, Bischof von Paris, um Nennung eines Kandidaten, den auch der König von Frankreich akzeptieren würde. Sully schlug Guillaume du Donjon vor, der die Ernennung durch Philipp August bekam.
Der neue Erzbischof wurde in seiner Diözese aufgrund seiner Frömmigkeit und Demut sehr populär. Er unterstützte Papst Innozenz III. gegen König Philipp August, der 1193 seine Ehefrau Ingeborg von Dänemark verstoßen hatte.
Auf Wunsch des Papstes predigte er für den Albigenserkreuzzug und bereitete sich auf die Abreise vor, als er erkrankte und starb. Als sich an seinem Grab Wunder ereigneten, beantragte sein Nachfolger Girard de Cros 1210 beim Papst die Heiligsprechung, erneut 1212 und 1215, nun mit Unterstützung von Adhémar VIII., Prior von Grandmont und dem Zisterzienserorden. 1217 ordnete der neue Papst Honorius III. eine Untersuchung zu Wilhelms Leben und den Wundern an und sprach ihn am 17. Mai 1218 schließlich heilig.
Sein Körper wurde in einem Schrein hinter den Hauptaltar der Kathedrale von Bourges bestattet. Der Zustrom von Pilgern machte seine Grabstätte zu einer der bedeutendsten bis zum Ende des Mittelalters; der Kult nahm im 15. Jahrhundert ab, im 16. Jahrhundert wurden seine Gebeine während der Religionskriege von Protestanten verbrannt und verstreut.
Der ebenfalls heiliggesprochene Erzbischof (1232–1260) Philippe Berruyer war sein Neffe.

## Herkunft
Die Herkunft Wilhelm ist nicht eindeutig geklärt.
Thaumas gibt (1689) als Wilhelms Eltern Baudoin de Corbeil dit de Beauvais (1111 bezeugt) und Eustache, Tochter von Ferry de Châtillon et de Camtesse, an, die nach dem Tod Baudoins ein zweites Mal heiratete und 1140 noch lebte – was die Geburt Wilhelms um 1120 nahelegt. Unter den Geschwistern Wilhelms seien:
- Baudoin de Corbeil, dit du Donjon, 1142 bezeugt
- Guy de Corbeil, dit du Donjon, 1217 Onkel von Robert de Courtenay genannt
- Eustache (nach anderen Quellen Helvis du Donjon[4]), die vor 1147 Renaud Sire de Courtenay et de Montargis heiratete – ihre Tochter Elisabeth/Isabeau de Courtenay wiederum heiratete Peter I. von Courtenay, einen jüngeren Sohn des Königs Ludwig des Dicken; Isabeau und Pierre sind die Großeltern von Mathilde von Courtenay, die danach keine Nichte, sondern eine Großnichte Wilhelms ist.

Nach Thaumas hatte Baudoin zudem einen Bruder Ferry de Corbeil dit de Beauvais, der mit Baudoin zusammen 1111 bezeugt ist.
Pattou hingegen sieht Wilhelm als Sohn von Ferry V. (de Corbeil), † 1180, sowie Enkel von Ferry IV. (de Corbeil), † 1156, und einer Schwester von Baudouin VI. de Beauvais – was die Geburt Wilhelms um 1150 stützt. Ferry V. war zwei Mal verheiratet, die Namen seiner Ehefrauen sind nicht bekannt. Zudem ordnet Pattou ihn in eine Linie Corbeil der unübersichtlich verzweigte Familie Le Riche ein.
Wilhelm stammt aus der zweiten Ehe  Ferrys, unter seinen Halbbrüdern sind:
- Baudouin (de Corbeil), † 1205, der Amicie de Breteuil († 1226) heiratete, die Tochter von Valéran III. Comte de Breteuil und Alix (oder Adèle) de Dreux, die wiederum das einzige Kind von Robert dem Großen aus seiner zweiten Ehe war, dem fünften Sohn des Königs Ludwig der Dicke[5]
- Geoffroy du Donjon, † 1202, der 11. Großmeister des Johanniterordens.
- Pierre, † 1232, dessen Sohn Jean d’Yerres mit Clémence (und nicht Mathilde) de Courtenay verheiratet war

Eine Verwandtschaft zwischen Wilhelm von Bourges und Philipp Berruyer wird in beiden Quellen nicht aufgezeigt.